# En ung Jane Austen
En ung Jane Austen (engelska: Becoming Jane) är en brittisk-amerikansk långfilm från 2007 i regi av Julian Jarrold, med Anne Hathaway, James McAvoy, Julie Walters och James Cromwell i rollerna.

## Handling
Filmen är en berättelse ur Jane Austens (Anne Hathaway) liv, som har präglat hennes framgångsrika författarskap. Filmen utspelar sig då Jane är 22 år gammal och ännu inte har gift sig, något som främst oroar hennes föräldrar. Men så ber en av Hampshires mest välbärgade män om hennes hand och Janes fattiga familj tackar ja åt henne. Samtidigt förälskar sig Jane i irländaren Tom Lefroy (James McAvoy) som tillfälligt tillbringar sommaren hos sina släktingar i Janes hembygd. Tom har misskött sina studier i London och som straff har han skickats ut på landet och paret inleder en romans. Men med Toms rykte och Janes familjs beslut kan kärlekshistorien bara sluta på ett sätt...

## Rollista
| Anne Hathaway       | – Jane Austen        |
| James McAvoy        | – Tom Lefroy         |
| Julie Walters       | – Mrs. Austen        |
| James Cromwell      | – Reverend Austen    |
| Maggie Smith        | – Lady Gresham       |
| Anna Maxwell Martin | – Cassandra Austen   |
| Lucy Cohu           | – Eliza De Feuillide |
| Laurence Fox        | – Mr. Wisley         |
| Ian Richardson      | – Judge Langlois     |
| Joe Anderson        | – Henry Austen       |
| Leo Bill            | – John Warren        |
| Jessica Ashworth    | – Lucy Lefroy        |
| Eleanor Methven     | – Mrs. Lefroy        |
| Michael James Ford  | – Mr. Lefroy         |
| Tom Vaughan-Lawlor  | – Robert Fowle       |